# Philippe-Laurent Roland
Philippe-Laurent Roland   fue un escultor francés, nacido el año 1746 en Pont-à-Marcq y fallecido el 1816 en París.
Hijo de un sastre y una posadera, en 1764 entró en el estudio de Augustin Pajou que le confió el trabajo de ornamentación del Palacio Real de París y del Teatro de Versalles. También recibió en 1784 el cargo de diseñador y escultor de los apartamentos privados de Luis XVI y María Antonieta en Versalles.

## Datos biográficos
Philippe-Laurent Roland comenzó su formación en la Escuela de Diseño de Lille en su región natal. En 1764, se trasladó a París y se unió al taller Augustin Pajou con quien mantuvo una colaboración de casi cuarenta años. Cooperaron en la decoración del palacio de Versalles y del Palacio Real de París

### Estancia en Roma (1771-1776)

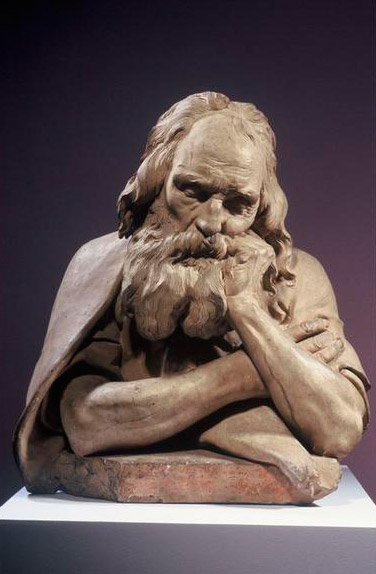
Buste de vieil homme o Étude de vieillard, hacia 1774, terracota, Museo de Bellas Artes de Angers.

Entre 1771 y 1776, Roland fue a Roma durante cinco años por cuenta propia, nunca fue, a diferencia de su maestro, un academicista en el sentido estricto. De su estancia en Roma, muy pocos diseños han sido explícitamente atribuidos al artista, lo que es sorprendente, teniendo en cuenta la importancia de esta práctica a los ojos de su mentor Pajou. No obstante, algunos los biógrafos de Roland nos facilitan encontrar un máximo de tres obras que el artista realizó durante su estancia: un busto de una joven que perteneció a Rudolph Kann, un niño dormido, y el busto de un viejo, que sin duda sirvió de modelo precedente a una fundición. Es probable que estas dos últimas obras fueran exhibidas en el Salón de 1783 bajo el nombre de "dos bustos de estudio". La educación impartida por su mentor es particularmente evidente en la obra del escultor en su estudio sobre el anciano cuando la comparamos con la del anciano barbudo del maestro Pajou realizada en 1761.

### Regreso a Francia
Tras su regreso a Francia, Philippe-Laurent Roland centró sus esfuerzos en el trabajo del mármol, según Quatremère de Quincy, se convirtió de inmediato en el operario favorito de Pajou que "le encomendó con predilección en todas sus obras de mármol". Esta relación benefició a ambos escultores, uno halló un asistente, el otro un profesor, constante fuente de formación, aunque tras su regreso de Italia tuvo más independencia.
Otro vínculo personal pudo haber influido en la carrera del escultor. En 1777 Philippe-Laurent Roland se casó con Thérèse-Françoise Potain, hija de Nicolas-Marie Potain, arquitecto y Controlador General de los Edificios del Rey y cuya segunda hija, Adrienne-Marie Potain,  estaba casada con Pierre Rousseau, también arquitecto, con quien colaboró a partir de 1783 en las obras del Hotel de Salm. La relación es estrecha, pero suficiente, de acuerdo con James David Draper en su estudio sobre los vínculos entre Pajou y Roland, para reasignar a Roland un busto "falsamente" atribuido a Houdon , que retrata a su cuñado, Pierre Rousseau. También debe tenerse en cuenta que Rousseau y Roland se encontraron en el mismo período en Italia, entre 1773 y 1775 , no hay evidencia, sin embargo, no hay soporte para una posible correspondencia entre los dos artistas. Esta reasignación se basa no sólo en los apuntes realizados por el arquitecto François-André Vincent, sino también por el enfoque estilístico, la similitud con el autorretrato del escultor también realizado en torno a 1785.

### Philippe-Laurent Roland y la Academia
Al contrario que su maestro Augustin Pajou, Roland no fue académico. Solamente algunas transcripciones de las sesiones de la Real Academia de Pintura y Escultura señalan el camino del escultor, que obtuvo el 26 de marzo de 1768 la tercera medalla del distrito. La segunda fue entregada a Simon-Louis Boquet con el que colaboró hacia 1783-1784 en las obras del hôtel de Salm.
El 2 de marzo de 1782, Philippe-Laurent Roland fue agregado por la Academia a la edad de treinta y cinco años, posteriormente, el 3 de mayo de 1783, el artista presentó el bosquejo de Sansón sacudiendo la columna del templo de los filisteos (del francés: Samson ébranlant la colonne du Templedes Philistins)  y con un modelo fue aprobado por la Academia el 29 de abril de 1786. No terminó esta obra hasta después de la supresión de la Academia y no terminó a tiempo su pieza de recepción (morceau de réception), Catón de Utica.
Durante la Revolución francesa, participó en la fundación del Institut de France y devino profesor en la Escuela de Bellas Artes de París el 12 de mayo de 1809 reemplazando a Louis Boizot: : permaneció en al cargo hasta su muerte, que ocurrió de forma repentina en su taller en 1816, siendo a su vez sucedido por Pierre Cartellier.

## Estilo
Su estilo neoclásico influido por la escultura antigua, pero con una cierta búsqueda del realismo, se expresa principalmente en el trabajo del mármol y la terracota. Su obra es un buen ejemplo de la continuidad entre el final del siglo XVIII y la primera mitad del siglo XIX

## Obras

### Proyectos de decoración
Algunos de sus obras pueden ser vistas en diferentes edificios de París:
- El Palacio Real de París (48°51′48″N 2°20′13″E / 48.86333, 2.33694)
- Ópera real de Versalles (48°48′21″N 2°07′22″E / 48.80583, 2.12278)
- Palacio de Fontainebleau (48°24′07″N 2°41′53″E / 48.40194, 2.69806)

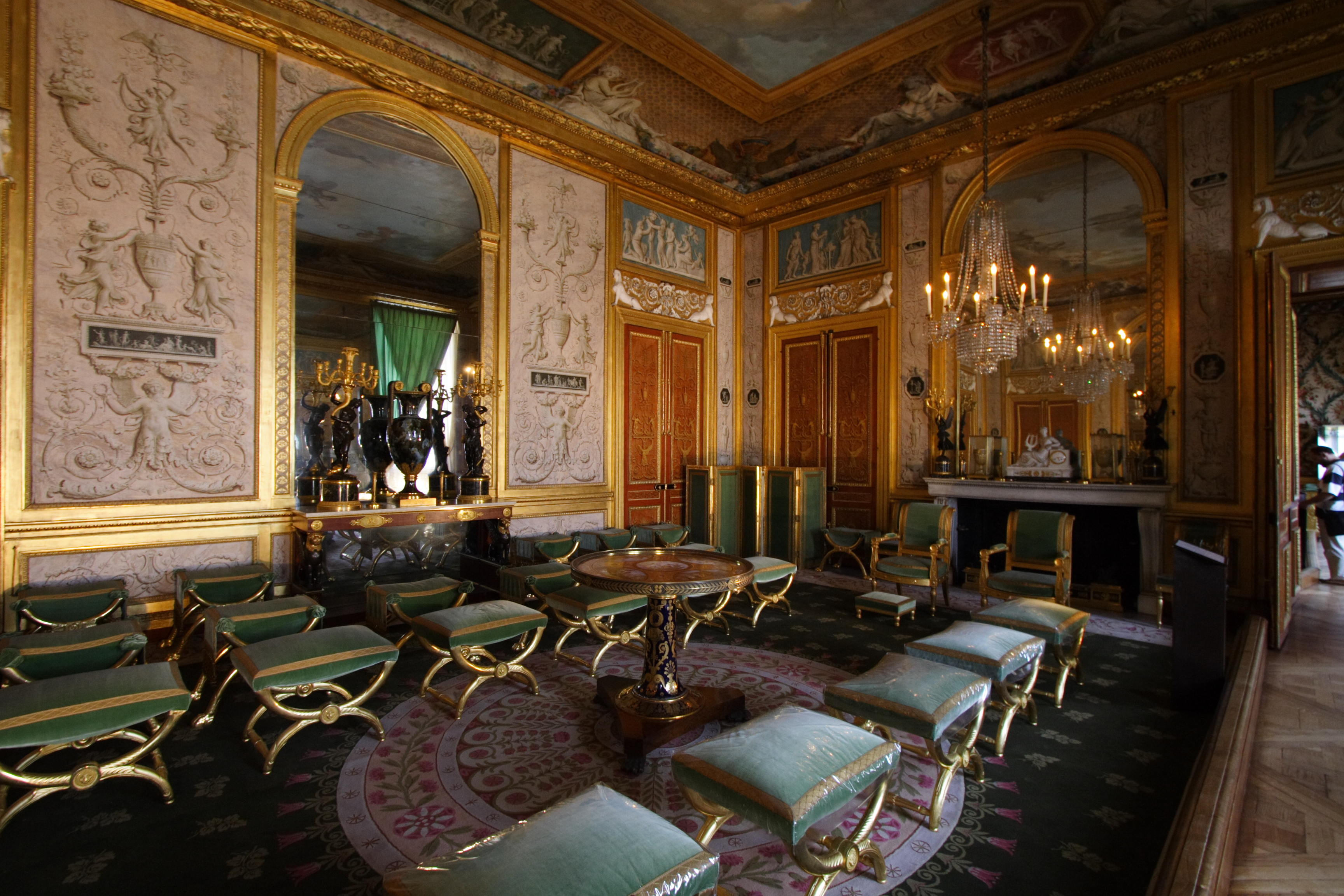
Es el autor de las esfinges y caduceos que adornan las sobrepuertas.

- Relieves en la fachada del Palacio del Louvre (48°51′40″N 2°20′11″E / 48.86111, 2.33639).

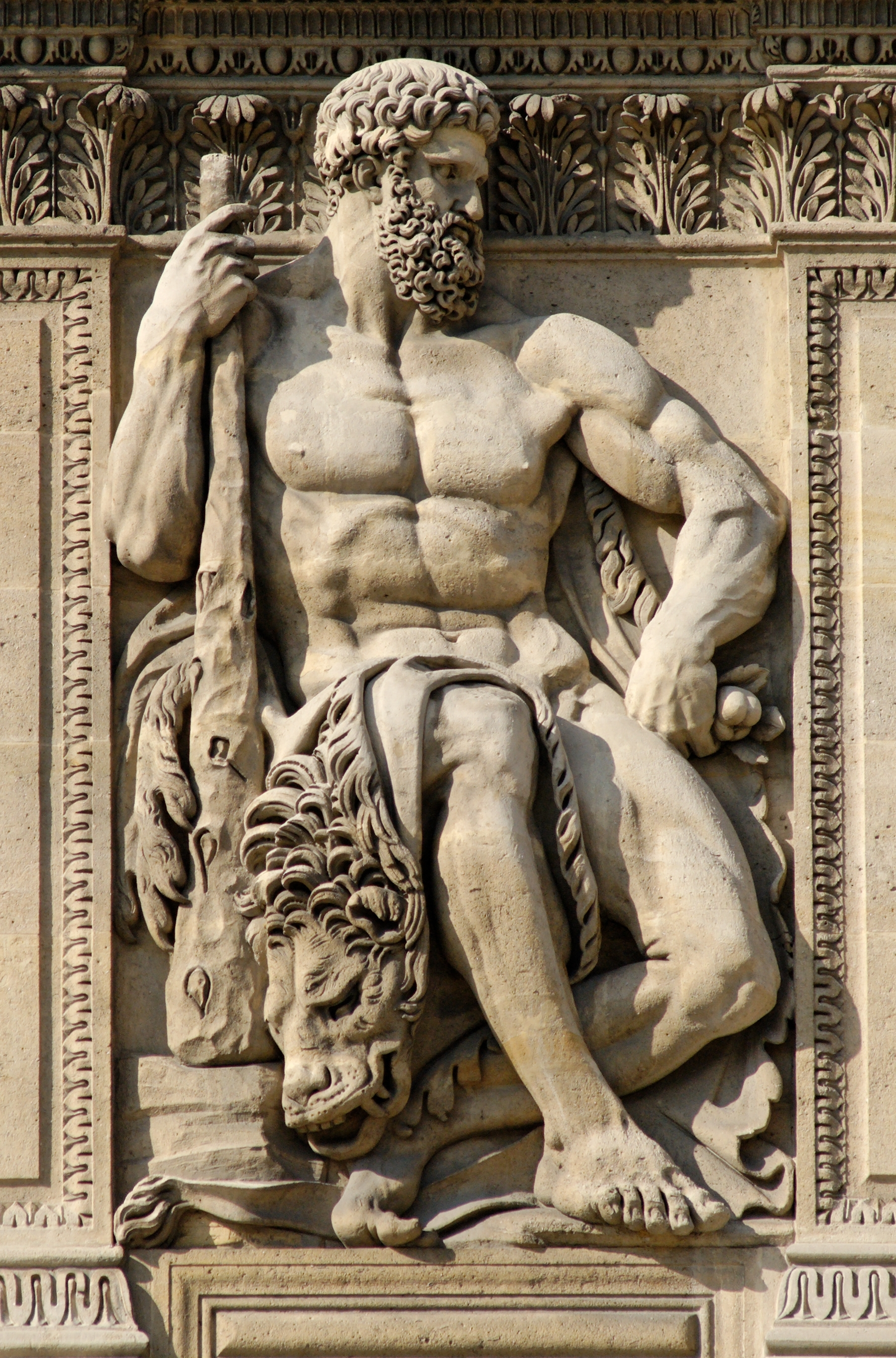
Héraclès, 1806,  fachada Oeste de la Cour Carrée
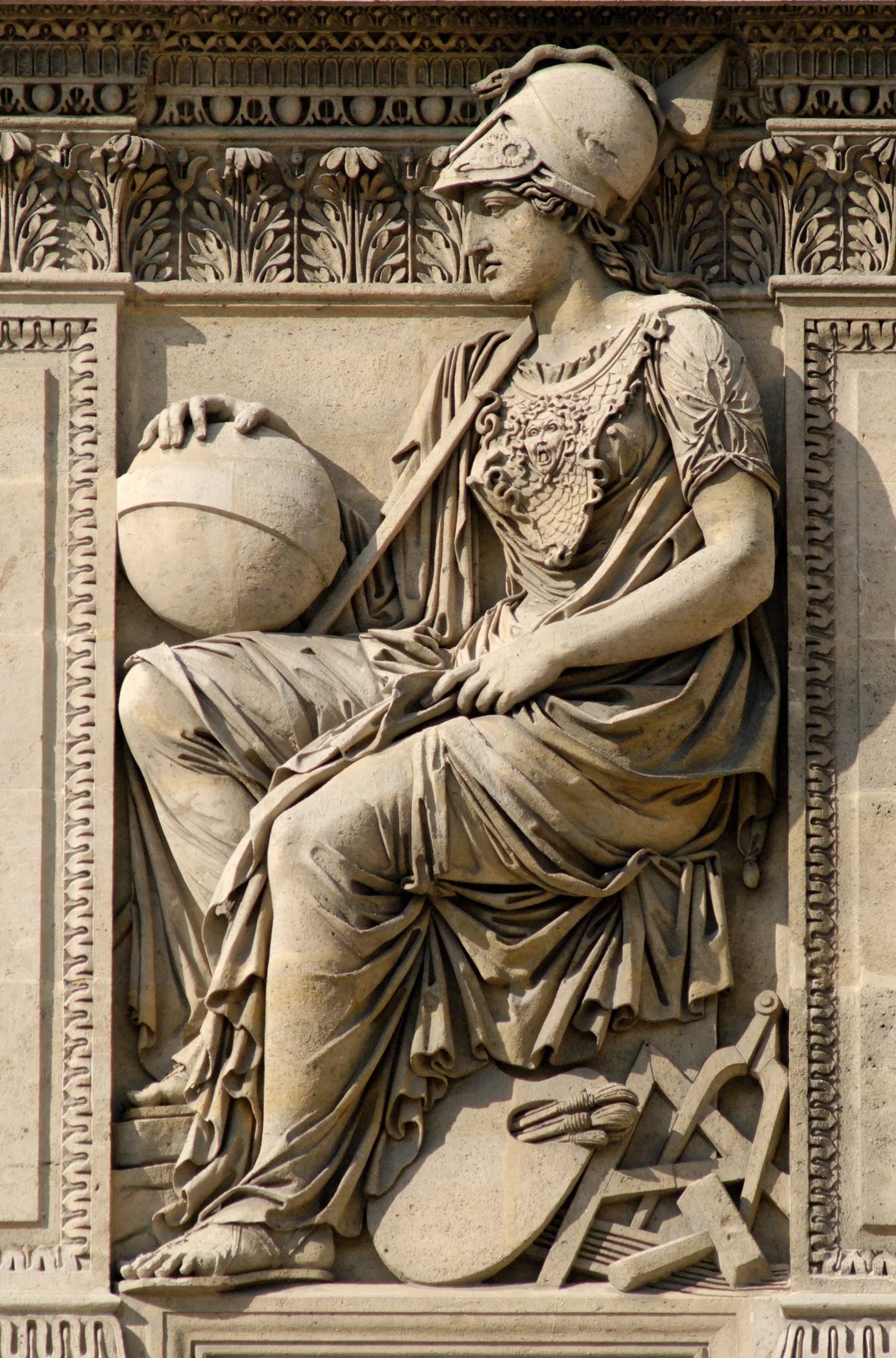
Athena , 1806,  fachada Oeste de la cour carrée

- Teatro Feydeau (fr- edificio desaparecido del II Distrito) 48°52′11″N 2°20′24″E / 48.86972, 2.34000
- Castillo de Bagatelle  (fr-  en el Parque de Bagatelle) 48°52′18″N 2°14′50″E / 48.87167, 2.24722
- Panteón de París.[12] 48°50′46″N 2°20′45″E / 48.84611, 2.34583

### Retratos
- Buste de jeune fille - Busto de muchacha, hacia 1774, yeso, H. 48,9 cm, París,  museo Cognacq-Jay(fr).
- Garçon endormi -Niño dormido, hacia 1774, terracota pintada, Nueva York, Metropolitan Museum of Art (A.N.: 1990.206).[2]
- Buste de vieil homme o Étude de vieillard

Busto de viejo o''estudio de la vejez, hacia 1774, terracota, H. 75 cm, Angers, Museo de Bellas Artes de Angers.

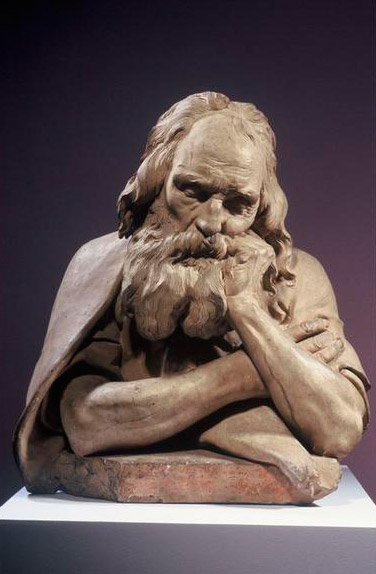

- Georges-Louis Leclerc, conde de Buffon (colaboración con Augustin Pajou), 1775, mármol, 42x43x36 cm, París, Museo Nacional de Historia Natural de Francia.
- Denis Diderot, hacia 1780, terracota , Berlín, Deutsches Historisches Museum.
- Caton d'Utique - Catón de Utica, 1782 (bosquejo para la pieza de recepción), terracota , 22x27x13 cm, París, museo del Louvre, Departamento de las esculturas.[9]
- Pierre Rousseau (arquitecto y cuñado del escultor), hacia 1785, mármol, altura con pedestal: 51,5 cm, colección particular.
- Autoportrait - autorretrato, hacia 1785, mármol, H. 52,7 cm, Nueva York, Metropolitan Museum of Art (A.N.: 1998.64).

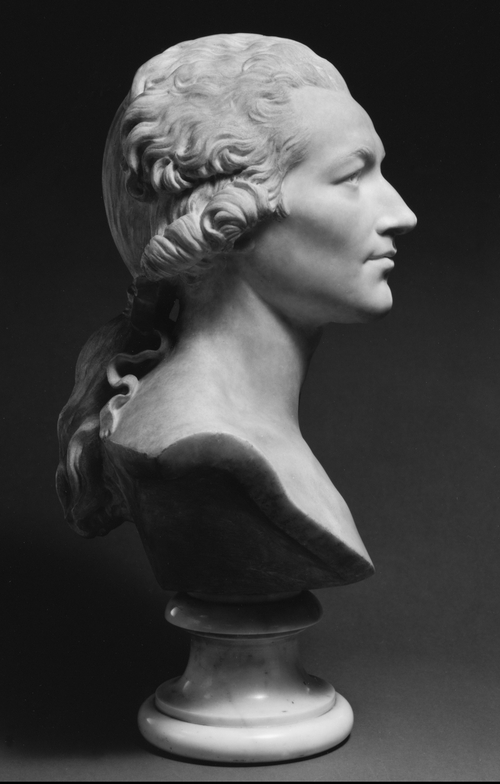
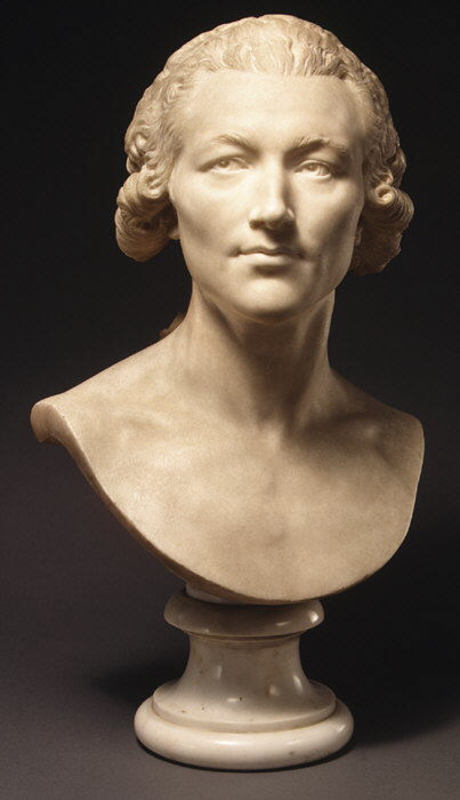

- Joseph-Benoît Suvée, 1788 (expuesto en el Salón de París de 1789), terracota, 54x43x30 cm, París, museo del Louvre, Departamento de las esculturas, no expuesto (N 15534).[13]
- Denis-Sébastien Leroy, hacia (1796-1797), terracota , 53x45x28 cm, París, museo del Louvre, Departamento de las esculturas.[14]
- Bacchante chevauchant un bouc:Bacante cabalgando una cabra, 1796, terracota , H. 40 cm, Nueva York, Metropolitan Museum of Art (A.N.: 1975.312.8).

- Augustin Pajou, 1800, mármol, H. 56,5 cm, París, museo Jacquemart-André en la Abadía de Chaalis (fr).[15] la terracota preparatoria de éste mármol se conserva en el Louvre (R.F.778).[16]
- Homère - Homero, 1801, terracota , H. 25,2 cm, Valenciennes, Museo de Bellas Artes.
- Lise Roland, 1805 (hija del escultor a los 21 años de edad - busto expuesto en el Salón de París de 1806), mármol, 56x25,5x18,5 cm, París, museo del Louvre, Departamento de las esculturas sala 31 de esculturas francesas, n° INV. RF 3676.[17]
- Thérèse-Françoise Potain-Roland, esposa del escultor, terracota, en la National Gallery of Art

- Napoléon empereur - Napoleón emperador

1807, París, capilla del Colegio de las Cuatro Naciones, actual Institut de France. 48°51′26″N 2°20′13″E / 48.85722, 2.33694

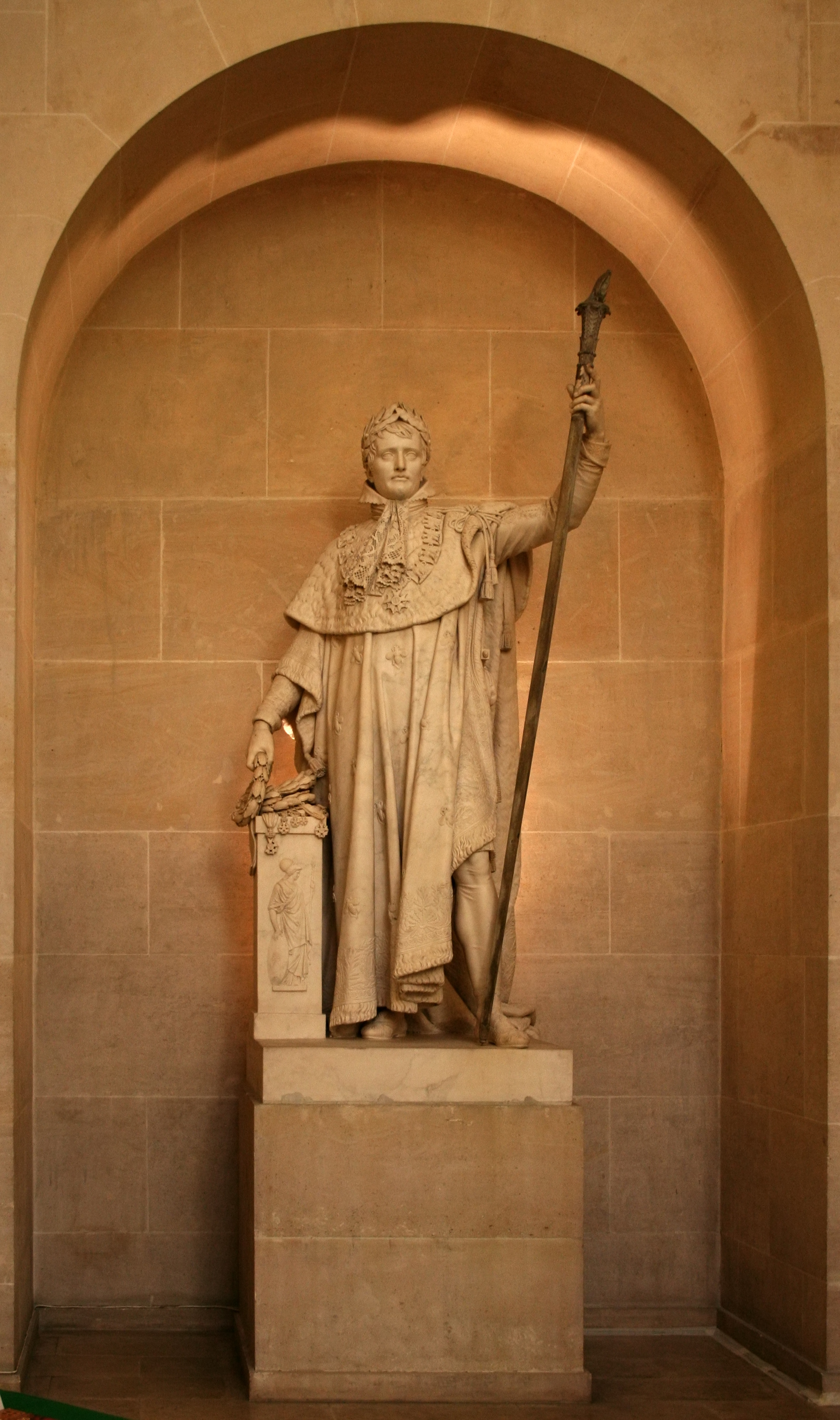
Napoléon empereur, 1807, Institut de France, París

- Homère - Homero, 1812, mármol, H. 209 cm, París, museo del Louvre, Departamento de las esculturas.[18]

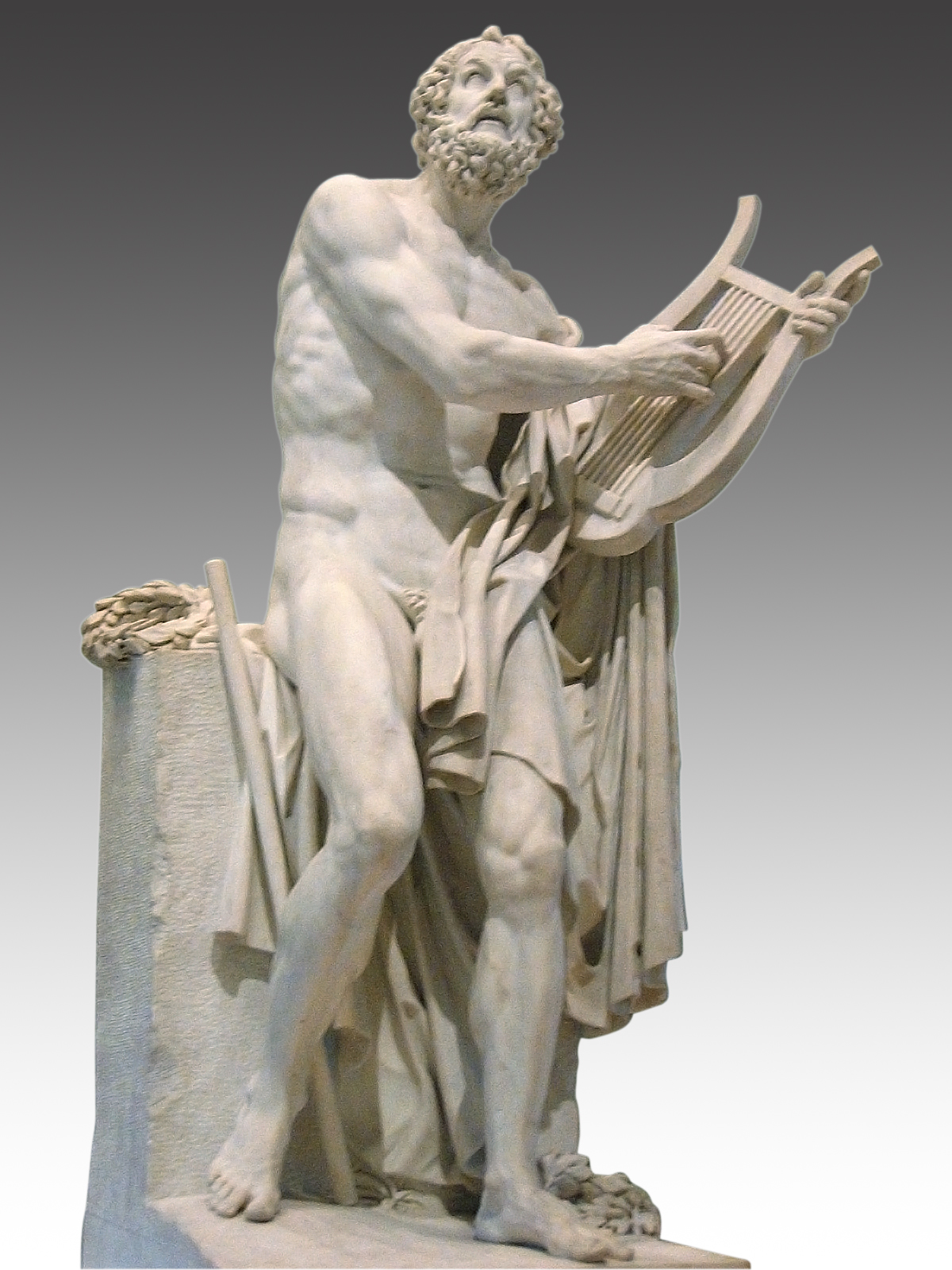

- Busto de Dominique Martin Dupuy, Galería de las Batallas (fr) de Versalles.

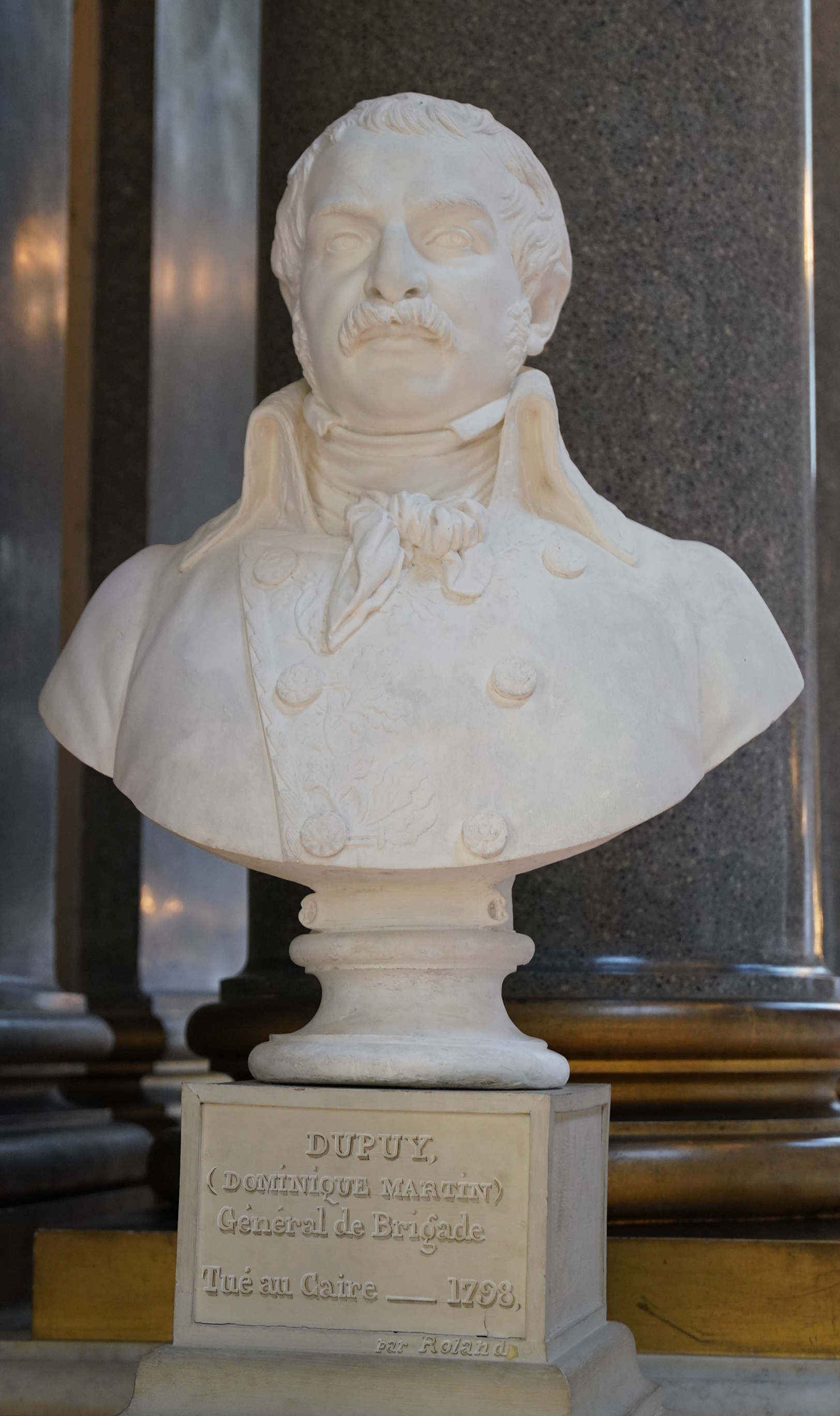

- François Denis Tronchet, retrato presentado en el Salón de París y reproducido en grabado por J.M.N. Frémy

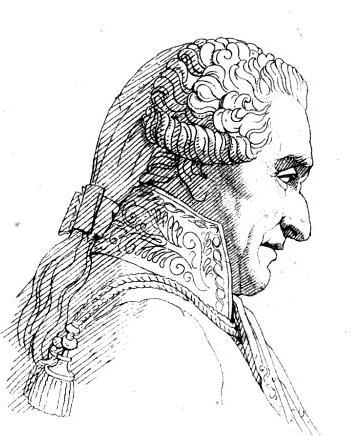

### Relieves
- Panel (a partir de un modelo de P.-L. Roland, grabado por Nicolas-François-Daniel Lhuillier), h. 1776, roble pintado imitando bronce, 74,9 x 165,1 cm, Nueva York, Metropolitan Museum of Art. (A.N.: 07.225.18
- Un par de cimacios para espejo (a partir de un modelo P.-L. Roland, grabado por Daniel Aubert), h. 1777, roble pintado y dorado , 58,7 x 121,0 cm Nueva York, Metropolitan Museum of Art (A.N.:07.225.17 ab).
- Louis XVI, 1787,  mármol y madera dorada; diámetro: 70 cm, con marco: 151 x 158 cm; Nueva York, Metropolitan Museum of Art (A.N.: 1990.234).
- Medallón representando a Augustin Pajou, 1803-1809, bronce, diámetro: 30,5 cm, New York, Metropolitan Museum of Art (A.N.:2004.143).

### Otras obras

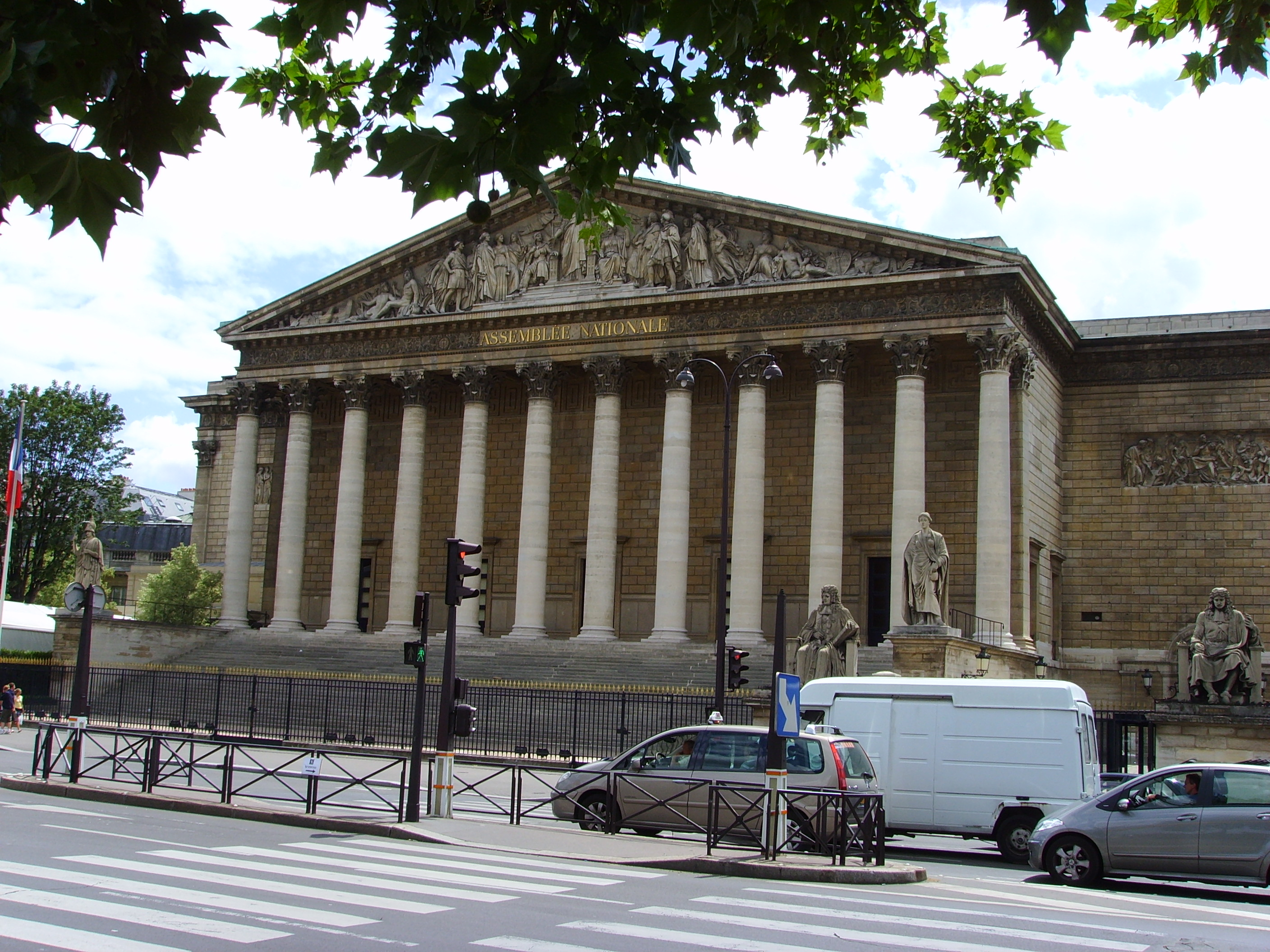
Asamblea Nacional de Francia

Son obras suyas también l'allégorie de la Loi - La alegoría de la ley en el peristilo del  Panteón de París,  o la Minerva del Palais Bourbon (ejecutada en 1810; hasta 1988, a la izquierda de la fachada principal en el Quai d'Orsay). Las estatuas de Temis y Minerva, deidades romanas de la Justice y de la Guerra, de Houdon y Roland que estuvieron instaladas en el patio del Palais Bourbon tras su sustitución en el frontispicio de la cámara de los Diputados de Francia por sus moldeados durante la restauración de la fachada, fueron ofrecidas a la villa de Cherbourg-Octeville en junio de 1989, por intervención de Olivier Stirn, ministro de Turismo, y presidente de la Comunidad urbana de Cherbourg. Tras su restauración a cargo de Pierre Bataille, ellas fueron instaladas en 1990 y 1993 cada una sobre un pedestal, la Minerve de Philippe-Laurent Roland, junto a la Ciudad de la Mar (fr- 49°38′44″N 1°37′0″O / 49.64556, -1.61667), la Temis de Jean-Antoine Houdon, al pie de la Montagne du Roule. Están clasificadas como Monumentos históricos de Francia desde junio de 1990.
Su amigo Augustin Pajou esculpió su retrato en 1797 y su alumno David d'Angers escribió una biografía de su maestro.